# Tales from the Darkside: The Movie
Tales from the Darkside: The Movie este un film american de groază supranatural antologie din 1990 regizat de John Harrison. Rolurile principale au fost interpretate de actorii Debbie Harry, Steve Buscemi și William Hickey. Este bazat pe seria de televiziune Tales from the Darkside și pe povestirile Lot No. 249 de Arthur Conan Doyle și The Cat from Hell de Stephen King.

## Prezentare

### Introduce
Filmul începe cu Betty (Deborah Harry), o femeie casnică bogată dintr-o suburbie și vrăjitoare modernă, care plănuiește o petrecere. Principalul fel de mâncare este Timmy (Matthew Lawrence), un tânăr pe care l-a capturat și l-a legat în cămară. Pentru a-l scoate din umplutură și pentru a nu fi copt, băiatul îi spune cele trei povești de groază dintr-o carte pe care ea i-a dat-o, carte intitulată "Tales from the Darkside".

### Epilog
Betty remarcă că Timmy a lăsat cea mai bună povestire ("Lover's Vow") pentru final, dar el îi afirmă că încă nu i-a spus ei cea mai bună poveste și că acesta are un sfârșit fericit. Ea îi spune că ar fi trebuit să facă acest lucru mai devreme, pentru că acum este prea târziu și trebuie să-l pregătească pentru a fi gata la timp pentru petrecerea ei și că nici una din poveștile din carte nu au sfârșituri fericite. În timp ce Betty avansează către Timmy, acesta aruncă niște bile pe podea. Betty alunecă, cade și se taie în uneltele sale. Timmy se eliberează și o împinge în propriul cuptor. Filmul se termină cu Timmy la o prăjitură și prin ruperea peretelui al patrulea, întrebând spectatorii: "Nu vă plac finalurile fericite?"

## Distribuție
Fundal
- Deborah Harry - Betty
- Matthew Lawrence - Timmy

Lot 249
- Steve Buscemi - Edward Bellingham
- Julianne Moore - Susan Smith
- Christian Slater - Andy Smith
- Robert Sedgwick - Lee
- Donald Van Horn - Moving Man
- Michael Deak - Mummy
- George Guidall - Museum Director
- Kathleen Chalfant - Dean
- Ralph Marrero - Cabbie

Cat from Hell
- William Hickey - Drogan
- David Johansen - Halston
- Paul Greeno - Cabbie
- Alice Drummond - Carolyn
- Dolores Sutton - Amanda
- Mark Margolis - Gage

Lover's Vow
- James Remar - Preston
- Rae Dawn Chong - Carola
- Robert Klein - Wyatt
- Ashton Wise - Jer
- Philip Lenkowsky - Maddox
- Joe Dabenigno - Cop #1
- Larry Silvestri - Cop #2
- Donna Davidge - Gallery Patron
- Nicole Rochelle - Margaret
- Daniel Harrison - John